# Jeanne de Lestonnac
Pour les articles homonymes, voir Lestonnac.
Jeanne de Lestonnac, née le 27 décembre 1556 à Bordeaux (France) et morte le 2 février 1640, est une religieuse française du XVIIe siècle. Mère de famille nombreuse devenue très tôt veuve, elle se consacre à l'éducation des jeunes filles et fonde une congrégation religieuse féminine de spiritualité ignatienne, la Compagnie de Marie-Notre-Dame.
Elle est béatifiée en 1900 par le pape Léon XIII et canonisée le 15 mai 1949 par le pape Pie XII. La date de célébration de sa fête (le 2 février), tombant le même jour que la solennité de la Présentation de Jésus au Temple, est déplacée, par sa congrégation, au 15 mai, date de sa canonisation. Dans le Martyrologe romain, la fête, actuellement, reste au 2 février.

## Biographie

### Premières années
Jeanne de Lestonnac, nièce du philosophe Michel de Montaigne et cousine de la femme d'affaires Olive de Lestonnac, naît à Bordeaux en 1556 et grandit à une époque où sévissent en France les guerres de Religion entre les promoteurs de la réforme protestante et les défenseurs de la tradition catholique.
Alors que sa mère Jeanne Eyquem de Montaigne (fille de Pierre Eyquem et d'Antoinette de Louppes et sœur du philosophe Montaigne) est une fervente protestante, son père Richard de Lestonnac,  conseiller au parlement de Bordeaux, reste très attaché à sa foi catholique.
Jeanne épouse en 1572 le baron Gaston de Montferrand-Landiras (fils de Jean de Montferrand et de Jacquette du Rayet) dont elle aura sept enfants (dont François de Montferrand qui eut une nombreuse descendance) dont quatre survivent. Son mari meurt en 1597, la laissant veuve avec, à ce moment-là, ses quatre enfants à éduquer.

### Entrée en vie religieuse
Après avoir éduqué ses enfants, Jeanne de Lestonnac souhaite se consacrer à la vie religieuse. Elle choisit la communauté des  moniales cisterciennes feuillantines de Toulouse. Après quelques mois elle doit renoncer à ce genre de vie à cause de sa santé fragile.
Jeanne décide de suivre une vie d'apostolat et de se consacrer à Jésus en passant par le service des autres : « tendre la main ». Consciente du rôle croissant de la femme dans la société, elle s’engage alors, avec quatre compagnes, dans une nouvelle forme de vie religieuse qui lie action et contemplation, comme Marie Notre-Dame, pour l’éducation de la jeunesse. Marie est le modèle de l'œuvre.

### Fondation religieuse

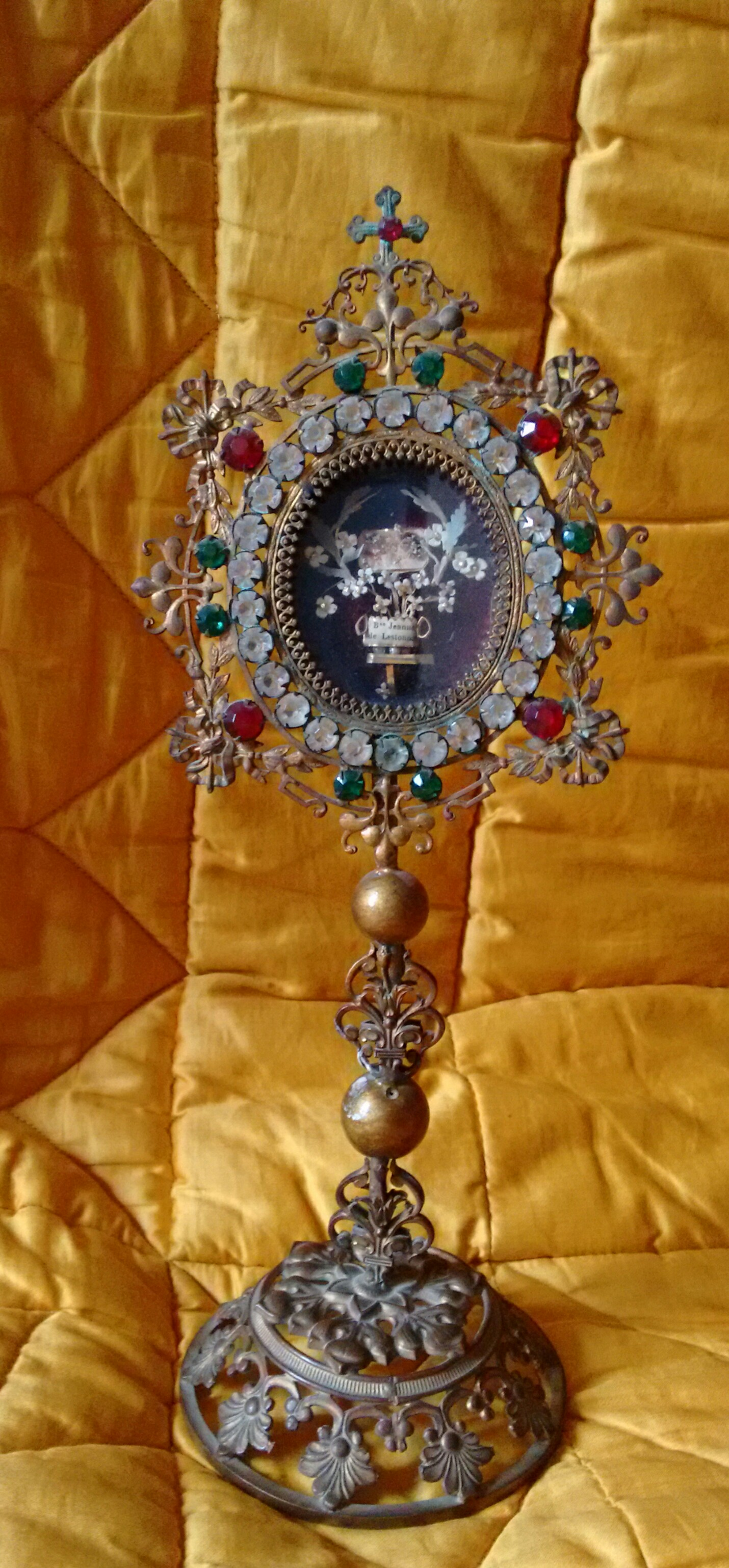
Reliquaire de sainte Jeanne-de-Lestonnac

Elle fonde en 1607, à 51 ans, une nouvelle congrégation religieuse : la Compagnie de Marie-Notre-Dame, dont la tâche essentielle est l’éducation des jeunes filles. Elle ouvre à Bordeaux la première école de filles dont le projet éducatif s'inspire d'influences reçues : les idées de Montaigne, la réforme protestante et la spiritualité ignatienne.
Entre 1625 et 1628, l'architecte Henri Roche dirige, rue du Hâ, les travaux de la chapelle du couvent des Filles de Notre-Dame dans un style baroque. Abandonnée pendant la Révolution, la chapelle est réaffectée en 1805 au culte protestant et devient le temple du Hâ.
À la mort de Jeanne de Lestonnac en 1640 la Congrégation compte 30 maisons, rien qu'en France.
La rue du Hâ existe toujours à Bordeaux, ainsi que l'immeuble ayant abrité la Congrégation, désormais transformé en immeuble d'habitation.

### Hommage de son oncle
De son vivant, Michel de Montaigne, parla de sa nièce en ces termes : 
« Très pieuse, d'humeur joyeuse, intelligente et belle, la nature en avait fait un chef-d'œuvre, alliant une si belle âme à un si beau corps et logeant une princesse en un magnifique palais »
Jeanne de Lestonnac est béatifiée en 1900 par le pape Léon XIII et canonisée le 15 mai 1949 par le pape Pie XII. Elle est fêtée le 2 février.

## Galerie

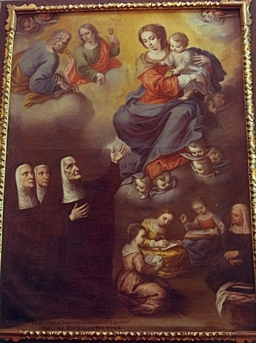
Tableau à l'église Saint-Bruno de Bordeaux (XVIIe siècle) avec sainte Jeanne de Lestonnac et deux Sœurs priant devant Marie.
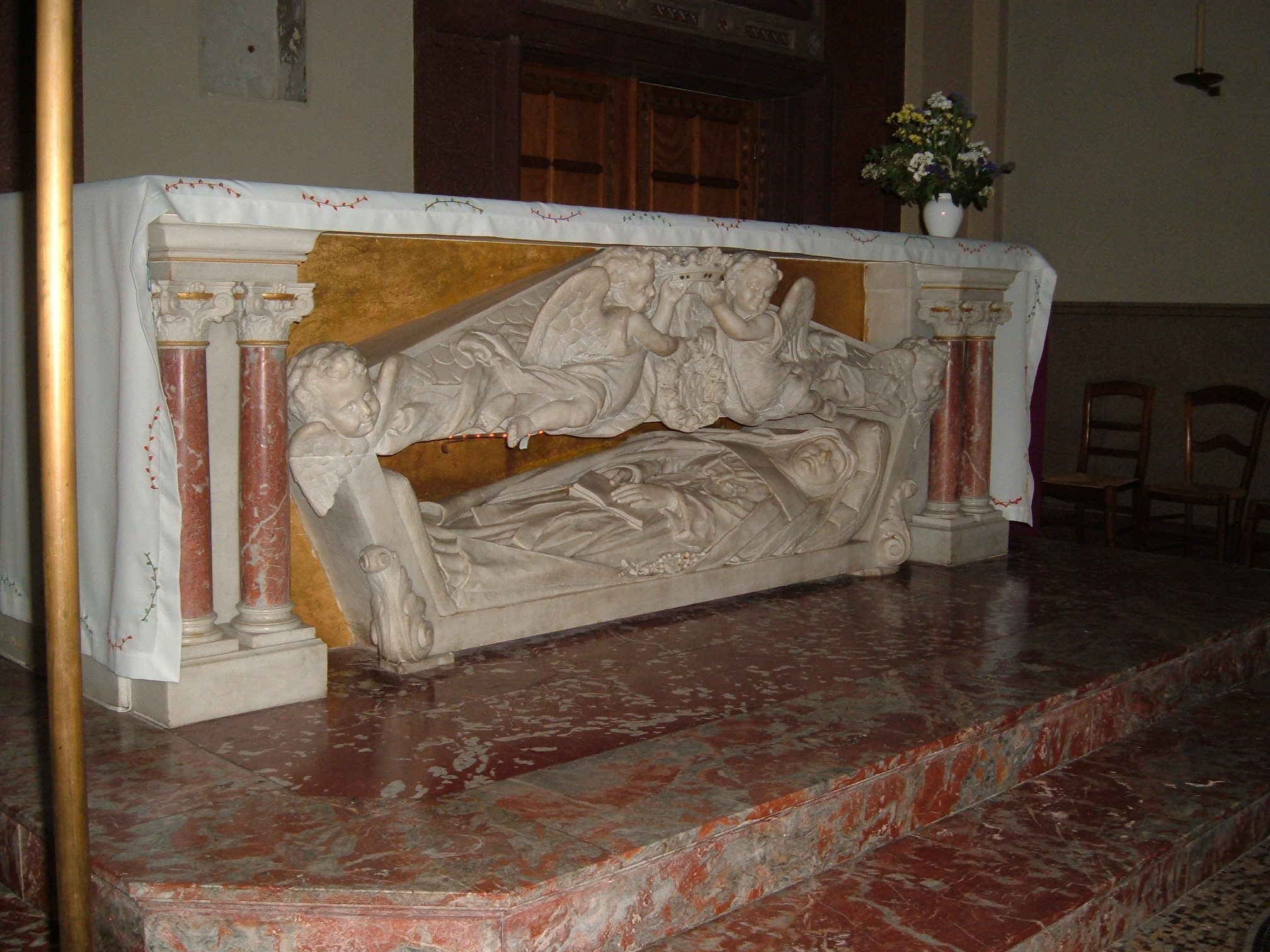
Gisant de sainte Jeanne de Lestonnac (collège de l'ordre de Marie-Notre-Dame, à Bordeaux).
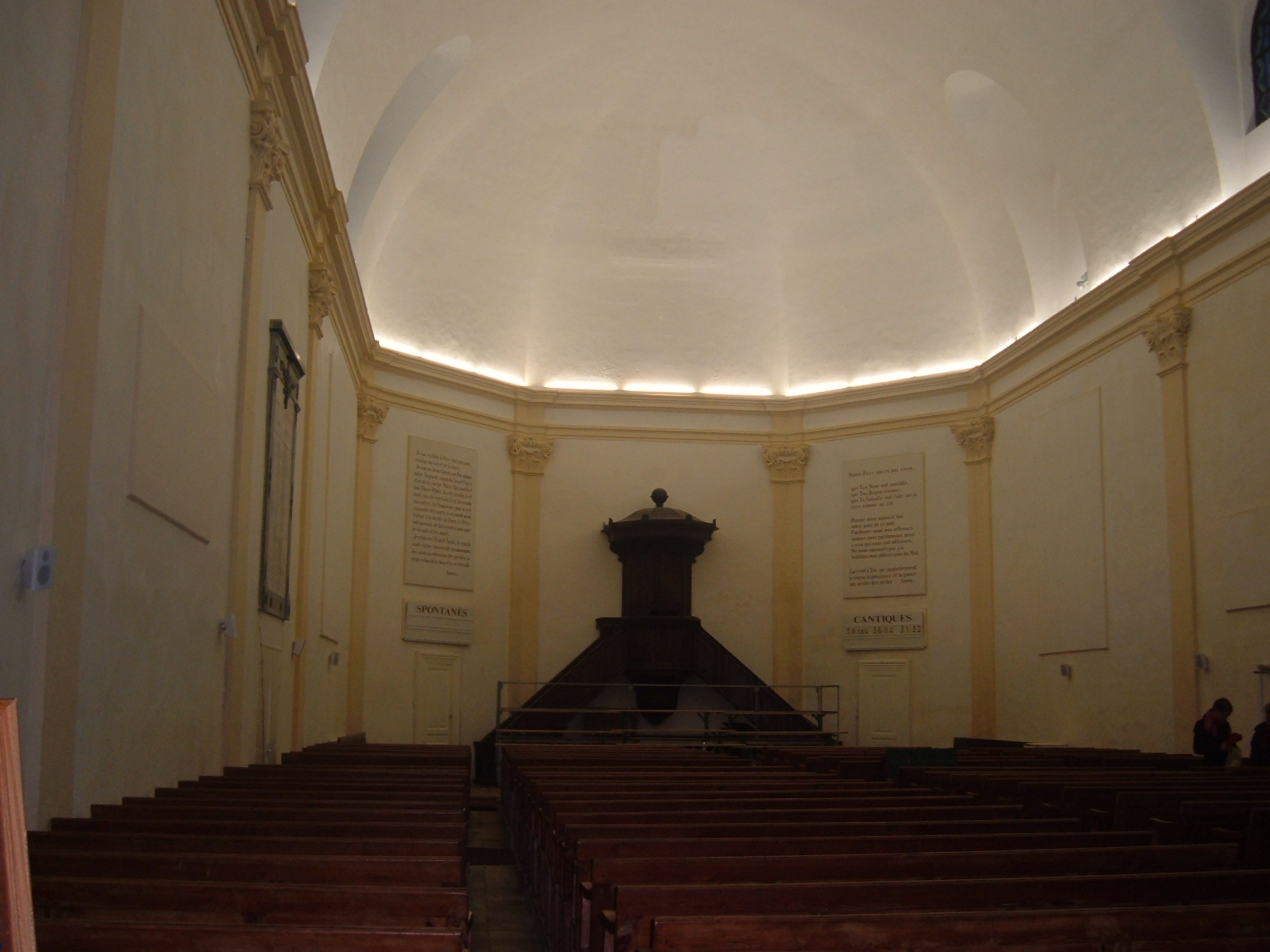
Ancienne chapelle de l'ordre de Notre-Dame (aujourd'hui temple réformé du Hâ).

## Pour approfondir